# Renée Pariselle
Renée Pariselle, née Renée Pallares le 2 octobre 1925 à Narbonne (France) et morte le 3 août 2007 dans les Hautes-Pyrénées, reçoit le titre de Juste parmi les nations en 1996. Durant la Seconde Guerre mondiale, elle et sa famille ont à maintes reprises contribué à ravitailler des familles juives cachées, à convoyer et cacher de jeunes juifs : elle est l'ainée d'une famille montpelliéraine étroitement liée à Sabine Zlatin, et à l'histoire de la colonie d'Izieu. 

## Seconde Guerre  mondiale
Renée Pariselle est la fille de Marie-Antoine Pallarès, la sœur de Paulette Roche et de Guy Pallarès. Pendant la guerre, en 1942, sa mère Marie-Antoinette Pallarès vit à Montpellier avec ses deux filles et son fils, âgés de 14 à 17 ans, alors que son mari, enseignant, a été envoyé en Afrique. Au printemps de la même année, la mère de Renée Pariselle rencontre Sabine Zlatin, une employée de la Croix-Rouge, laquelle vient en aide aux Juifs étrangers internés dans les camps voisins ou qui se cachent faute de permis de séjour français.
Adolescente, Renée Pariselle fait partie, avec sa sœur Paulette, des Éclaireuses de France et accomplit dans ce cadre de nombreuses actions de solidarité. Elle se charge notamment de porter des colis aux familles juives cachées à Montpellier. Elle se porte volontaire pour convoyer une quarantaine de jeunes filles juives jusqu'à Annecy, où une maison de religieuses les fait passer en Suisse.
Courant 1943, elle accompagne de la gare de Penne-d'Agenais à Izieu deux adolescents, Paul Niedermann et Théo Reis, que Miron Zlatin fait venir pour cultiver un jardin et améliorer le quotidien de la colonie. Après son baccalauréat, elle effectue plusieurs séjours à Izieu comme aide-monitrice et participe à la bonne marche de la colonie. Sa sœur et elle prennent un nombre important de photographies qui témoignent de la vie quotidienne, et permettront à Serge Klarsfeld d'identifier un grand nombre des 44 enfants martyrs d'Izieu,, . 
À la fin de l'été 1943, Renée et sa famille rentrent à Montpellier, en compagnie de Diane Popowski, sauvée du camp d'Agde, qui restera dans la famille jusqu'en 1949, date à laquelle son père, rescapé d'Auschwitz décide de la récupérer,. L'enfant Diane Popowki sera considérée comme la quatrième enfant de la famille Pallarès.  
Elle reçoit la médaille des Justes, le 16 septembre 1997, à l'Hôtel de ville de Montpellier, en présence de Jacques Martin, délégué au jumelage, de Joseph Bensoussan, président de la communauté culturelle juive, d'Aryé Gabay, consul général d'Israël, d'un Juste montpelliérain Georges Pascal, et de Bernard Fabre, maire adjoint, délégué aux relations internationales.[réf. nécessaire]

## Distinctions
Renée Pariselle est reconnue par le mémorial de Yad Vashem comme un Juste parmi les nations le 6 novembre 1996, avec sa mère, Marie-Antoinette Pallarès, et sa sœur Paulette Roche,.